# Tuy Đức, Du Lâm
Tuy Đức (chữ Hán phồn thể: 綏德縣, chữ Hán giản thể: 绥德县, âm Hán Việt: Tuy Đức huyện) là một huyện thuộc địa cấp thị Du Lâm, tỉnh Thiểm Tây, Cộng hòa Nhân dân Trung Hoa. Huyện này có diện tích 1878 ki-lô-mét vuông, dân số năm 2002 là 340.000 người. Về mặt hành chính, huyện Tuy Đức được chia thành 11 trấn, 9 hương.
- Trấn: Danh Châu, Điền Trang, Thạch Gia Loan, Tiết Gia 峁, Thôi Gia Loan, Định Tiên, Tảo Lâm Bình, Nghĩa Hiệp, Cát, Tứ Thập Lý Phô.
- Hương: Tân Điếm, Bạch Gia Biêm, Hà Để, Trung Giác, Mã Gia Xuyên, Mãn Đường Xuyên, Triệu Gia Biêm, Cửu Câu, Trương Gia Biêm.